# Organização Internacional do Trabalho
A Organização Internacional do Trabalho (OIT ou ILO, do inglês International Labour Organization) é uma agência multilateral da Organização das Nações Unidas, especializada nas questões do trabalho, especialmente no que se refere ao cumprimento das normas (convenções e recomendações) internacionais. Tem por missão promover oportunidades para que homens e mulheres possam ter acesso a um trabalho decente (conceito formalizado pela OIT em 1999) e produtivo, em condições de liberdade, equidade, segurança e dignidade  humanas,  sendo  considerado condição fundamental para a superação da pobreza, a redução das desigualdades sociais, a garantia da governabilidade democrática e o desenvolvimento sustentável.
A OIT tem sede em Genebra, Suíça e mantém cerca de 40 escritórios pelo mundo.
É composta por 186 estados-membros, com representação tripartite de governos, organizações de empregadores e organizações de trabalhadores.
Em 1969, em seu 50º aniversário, a OIT recebeu o Prêmio Nobel da Paz por sua atuação entre as classes, pela promoção da justiça para trabalhadores e pela assistência técnica a nações em desenvolvimentos.

## História
A OIT foi instituída como uma agência da Liga das Nações após a assinatura do Tratado de Versalhes (1919), que deu fim à Primeira Guerra Mundial. A sua Constituição corresponde à Parte XIII do Tratado de Versalhes.
A ideia de uma legislação trabalhista internacional surgiu como resultado das reflexões éticas e econômicas sobre o custo humano da revolução industrial. As raízes da OIT estão no início do século XIX, quando os líderes industriais Robert Owen e Daniel Legrand apoiaram o desenvolvimento e harmonização de legislação trabalhista e melhorias nas relações de trabalho.
A criação de uma organização internacional para as questões do trabalho baseou-se em argumentos:
- humanitários: condições injustas, difíceis e degradantes de muitos trabalhadores;
- políticos: risco de conflitos sociais ameaçando a paz; e
- econômicos: países que não adotassem condições humanas de trabalho seriam um obstáculo para a obtenção de melhores condições em outros países.

Em 1944, à luz dos efeitos da Grande Depressão e da Segunda Guerra Mundial, a OIT adotou a Declaração de Filadélfia como anexo da sua Constituição. A Declaração antecipou e serviu de modelo para a Carta das Nações Unidas e para a Declaração Universal dos Direitos Humanos.
Em 1969, em seu 50º aniversário, a Organização foi agraciada com o Nobel da Paz. Em seu discurso, o líder do Comitê do Prêmio Nobel afirmou que a OIT era "uma das raras criações institucionais das quais a raça humana podia orgulhar-se".
Em 1998, durante a 86ª Conferência Internacional do Trabalho, foi adotada a Declaração sobre os Princípios e Direitos Fundamentais no Trabalho e seu Seguimento. O documento é uma reafirmação universal da obrigação de respeitar, promover e tornar realidade os princípios refletidos nas Convenções fundamentais da OIT, ainda que não tenham sido ratificados pelos Estados Membros.
Desde 1999, a OIT trabalha pela manutenção de seus valores e objetivos em prol de uma agenda social que viabilize a continuidade do processo de globalização através de um equilíbrio entre objetivos de eficiência econômica e de equidade social.

## Fundamentos
A OIT funda-se no princípio de que a paz universal e permanente só pode basear-se na justiça social. Fonte de importantes conquistas sociais que caracterizam a sociedade industrial, a OIT é a estrutura internacional que torna possível abordar questões e buscar soluções que permitam a melhoria das condições de trabalho no mundo.

## Objetivos estratégicos
O trabalho decente é o ponto de convergência dos quatro objetivos estratégicos da OIT com respeito aos direitos no trabalho (em especial aqueles definidos como fundamentais pela Declaração dos Direitos e Princípios Fundamentais no Trabalho e seu seguimento, adotada em 1998:
1. liberdade sindical  e reconhecimento efetivo do direito de negociação coletiva;
2. eliminação de todas as formas de trabalho forçado;
3. abolição efetiva do trabalho infantil;
4. eliminação de todas as formas de discriminação em matéria de emprego e ocupação.